# Plantgatan

Plantgatan är en gata i Malmö som ursprungligen var belägen i stadsdelen Södervärn, men genom förändring av stadsdelsindelningen överfördes den 1981 till Möllevången.
Gatunamnet finns på tillförordnade stadsingenjören Hans Hedéns karta över området från 1897, men med en helt annan sträckning än den fick 1904 av stadsingenjören Anders Nilsson. Den sträcker sig från Nobelvägen till Södervärnsgatan, men tidigare fanns planer på att förlänga den västerut till Bangatan, något som inte är möjligt efter att HSB 1964 färdigställde sina bostadshus i kvarteret Stenbocken. Namnet torde åsyfta Möllerska plantskolan, vilken på 1800-talet var belägen i området.